# ゲジ (食品)

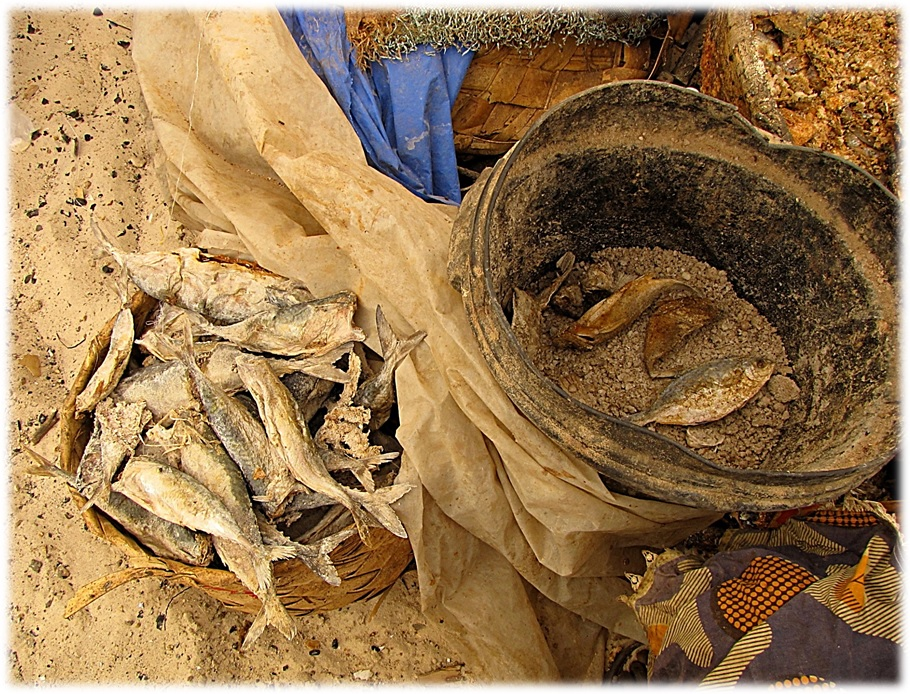
セネガルのゲジ

ゲジ（Guedj ）は、西アフリカの食品。発酵した魚を乾燥させて作る。

## 概要
セネガルで古くから作られていたが、第二次世界大戦後にセネガル川の漁民が移住してモーリタニアでも作られるようになった。米飯の副食物とされることが多い。
ボウズガレイ科やウツボ、タイ科、ボラ科などの魚が原料とされ、骨が多かったり鮮度が低下したりして市場価値の高くないものが、ゲジとして加工されることが多い。鱗と内臓、頭部を取り除いて切り身にし、大きな桶に入れて24時間から72時間かけて発酵させる。夏季は発酵が急に進行しないよう、桶内に海水を注ぐが、それ以外の季節は魚単独で発酵させる。
発酵に続き、魚種や季節に応じて4日間から10日間かけて乾燥させる。完成したゲジは30%から50%の水分を含み、乾魚としては柔らかい部類に入る。